# (5201) Ferraz-Mello
(5201) Ferraz-Mello est un astéroïde de la ceinture principale.

## Description
(5201) Ferraz-Mello est un astéroïde de la ceinture principale. Il fut découvert le 1er décembre 1983 à la station Anderson Mesa par Edward L. G. Bowell. Il présente une orbite caractérisée par un demi-grand axe de 3,37 UA, une excentricité de 0,46 et une inclinaison de 3,3° par rapport à l'écliptique.

## Compléments